# Silikva
Silikva (latinsko siliqva) je sodobno ime za drobne rimske srebrnike, ki so se kovali v 4. stoletju in kasneje. V času, ko so bili v obtoku, je latinski izraz siliqua pomenil utežno enoto, opredeljeno kot 1/24 mase rimskega solidusa.
Izraz siliqua izhaja iz  semena rožičevca z latinskim imenom  Siliqua graeca, ki je v rimskem sistemu uteži tehtal 1/6 skrupla (1/1728 rimskega funta ali približno  0,19 g):
Siliqua vicesima quarta pars solidi est, ab arbore, cuius semen est, vocabulum tenens.
Silikva je ena štiriindvajsetina solidusa. Ime je dobila po semenu drevesa.
— Izidor Seviljski, Etymologiarum libri XX, Liber XVI, 25.
Sodobni izraz silikva pomeni različne drobne srebrnike, ki so bili vredni 1/24 zlatega solidusa z maso 1/72 rimskega funta in so zato imeli zlato podlago. Ker je bilo zlato v Starem Rimu približno 14-krat dražje od srebra, so takšni srebrniki teoretično tehtali približno 2,7 grama. To trditev podpira bolj malo zgodovinskih dokazov, zato se naziv silikva brez zadržkov uporablja tudi za Konstantinove (306-337)  srebrnike, ki so sprva tehtali 3,4 g in kasnejše srebrnike Konstancija II. (337-361) s premerom 18 mm, ki so tehtali samo 2,2 g in se včasih imenujejo tudi kot »lahke« ali »zmanjšane« silikve. Ime je dogovorno, ker antični viri zanje ne navajajo posebnega imena. Numizmatiki po dogovoru uporabljajo naziv silikva za vse srebrnika z maso 2-3 g, kovane do 7. stoletja.
Večina primerkov je razpokanih, kar kaže na hitro proizvodnjo, ali ima odrezane robove, zato so popolni in nepoškodovani kovanci precej redki.  Domneva se, da so bili prvi saški novci silikve, obrezane na velikost sceata. Obstajajo tudi številni dokazi, da so Sasi uporabljali  silikve in druge rimske kovance za obeske, amulete, denar in kurioziteto. 

## Sklic
1. ↑  
Yule & Burnell, 1903, str 161.

## Galerija
- Silikve
- Justin II. (565-578)
- Jovijan  (363-364)
- Uzurpator Prokopij  365-366)
- Uzurpator Evgenij (392-394)
- Uzurpator Konstantin III. (407-411)
- Uzurpator Jovin (411-413)
- Senator Atal Prisk (409 in 414—415)
- Julijan Odpadnik (361-363)